# Wet Moon (manga)
Pour les articles homonymes, voir Wet Moon.
Wet Moon est un seinen manga dessiné et scénarisé par Atsushi Kaneko. 
Il a été prépublié entre avril 2011 et octobre 2013 par Enterbrain dans son magazine Comic Beam, puis publié en trois tomes sortis entre février 2012 et octobre 2013. La version française a été éditée par Casterman dans la collection Sakka en trois tomes sortis entre janvier 2014 et septembre 2014.

## Synopsis
Japon, années 1960. Dans la moiteur de la ville de Tatsumi, une station balnéaire aux accents de Las Vegas, royaume des faux-semblants et de la corruption, le jeune et irréprochable inspecteur Sata enquête sur le meurtre d’un ingénieur. Lorsque ses pas le mènent sur le lieu de travail de la victime, une entreprise fabriquant des modules pour un mystérieux programme spatial, une secrétaire prend la fuite, attirant sur elle tous les soupçons. Alors que Sata la poursuit, il perd subitement connaissance. À son réveil, un éclat métallique est logé dans son crâne, provoquant des pertes de mémoire et des hallucinations. Pour Sata, qui brûle de découvrir ce qui lui est arrivé, la traque de la suspecte prend bientôt la forme d’une obsession amoureuse. Celle-ci demeurant introuvable, Sata a recours à Tamayama, un personnage mystérieux.

## Personnages
Sata
Kiwako Komiyama

## Analyse
Dans Wet Moon, Atsushi Kaneko renoue avec les thèmes de Soil, sa précédente série : « j'aime bien prendre des inspecteurs de police comme personnages principaux parce qu'ils sont entre deux mondes. Leur travail est quotidien, répétitif, mais les conduit aussi aux limites de l'extraordinaire. Ils sont souvent confrontés à la violence, à la folie et pourtant ce ne sont que des hommes. Vont-ils céder à la pression, être submergés, passer de l'autre côté du miroir ? Pour moi, tout le sel et l'intérêt de l'histoire est là ».

## Manga
La série est prépubliée dans le magazine Comic Beam entre le 12 avril 2011 et le 12 octobre 2013.

### Liste des volumes
| no | Japonais         | Japonais          | Français         | Français          |
| no | Date de sortie   | ISBN              | Date de sortie   | ISBN              |
| --- | ---------------- | ----------------- | ---------------- | ----------------- |
| 1 | 25 février 2012  | 978-4-04-727939-1 | 15 janvier 2014  | 978-2-203-08148-2 |
| Liste des chapitres : - Chapitre 1 : Lune moite (1re partie) - Chapitre 2 : Lune moite (2e partie) - Chapitre 3 : La fugitive - Chapitre 4 : Sombres nuages - Chapitre 5 : La face cachée du monde - Chapitre 6 : Cabaret - Chapitre 7 : L'indic - Chapitre 8 : Partage des gains - Chapitre 9 : Lune sèche                                                                                 |                  |                   |                  |                   |
| 2 | 24 novembre 2012 | 978-4-04-728499-9 | 23 avril 2014    | 978-2-203-08442-1 |
| Liste des chapitres : - Chapitre 10 : Tamayama - Chapitre 11 : Un message du futur - Chapitre 12 : Déclencheur à retardement - Chapitre 13 : Komatsu - Chapitre 14 : Un imprévu - Chapitre 15 : Adieux - Chapitre 16 : La danseuse - Chapitre 17 : Kiwako Komiyama - Chapitre 18 : Pointillés                                                                                               |                  |                   |                  |                   |
| 3 | 25 octobre 2013  | 978-4-04-729208-6 | 3 septembre 2014 | 978-2-203-08456-8 |
| Liste des chapitres : - Chapitre 19 : En cavale - Chapitre 20 : Un objet précieux - Chapitre 21 : Avis de recherche - Chapitre 22 : La colline de fer, 1re partie - Chapitre 23 : La colline de fer, 2e partie - Chapitre 24 : La colline de fer, 3e partie - Chapitre 25 : Folie - Chapitre 26 : Culpabilité - Chapitre 27 : La cabane - Chapitre 28 : Le futur - Chapitre 29 : Lune sèche |                  |                   |                  |                   |

## Distinctions

### Récompense
- 2014 : Prix Asie ACBD[5]

### Nomination
- Sélection polar du Festival d'Angoulême 2015[6].